# Bengt Erland Dahlgren

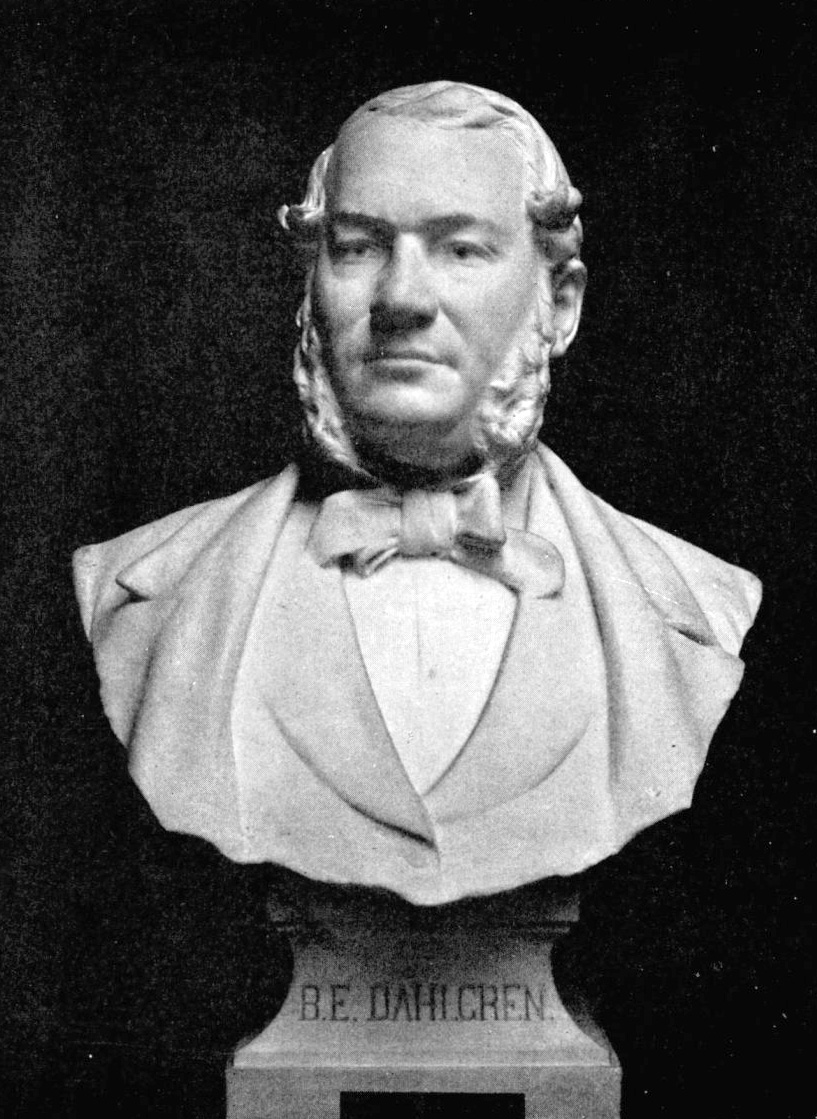
Bengt Erland Dahlgren. Byst.

Bengt Erland Dahlgren, född 11 september 1809 i Nordmark, död 19 februari 1876 i Göteborg, var en svensk grosshandlare och donator. Han var bror till Fredrik August Dahlgren.
Bengt Erland Dahlgren föddes som son till disponenten över Tabergs gruvor Barthold Dahlgren och dennes hustru Anna Karolina Svensson. Fadern inköpte senare Ransäters bruksgård av Erik Gustaf Geijer.
Dahlgren, som var grosshandlare i Göteborg, gjorde i sitt testamente stortartade gåvor av pengar och konstverk, främst i Göteborg, där Göteborgs museum fick 250 000 kronor och 25 tavlor, men även till Nationalmuseum i Stockholm som fick tre oljemålningar, och Konstakademien, som fick 100 000 kronor.